# Sagres (cerveja)
Sagres é uma marca de cerveja de Portugal. Foi criada em 1940 como cerveja de prestígio, para representar a Sociedade Central de Cervejas na Exposição do Mundo Português, inaugurada em maio desse ano.

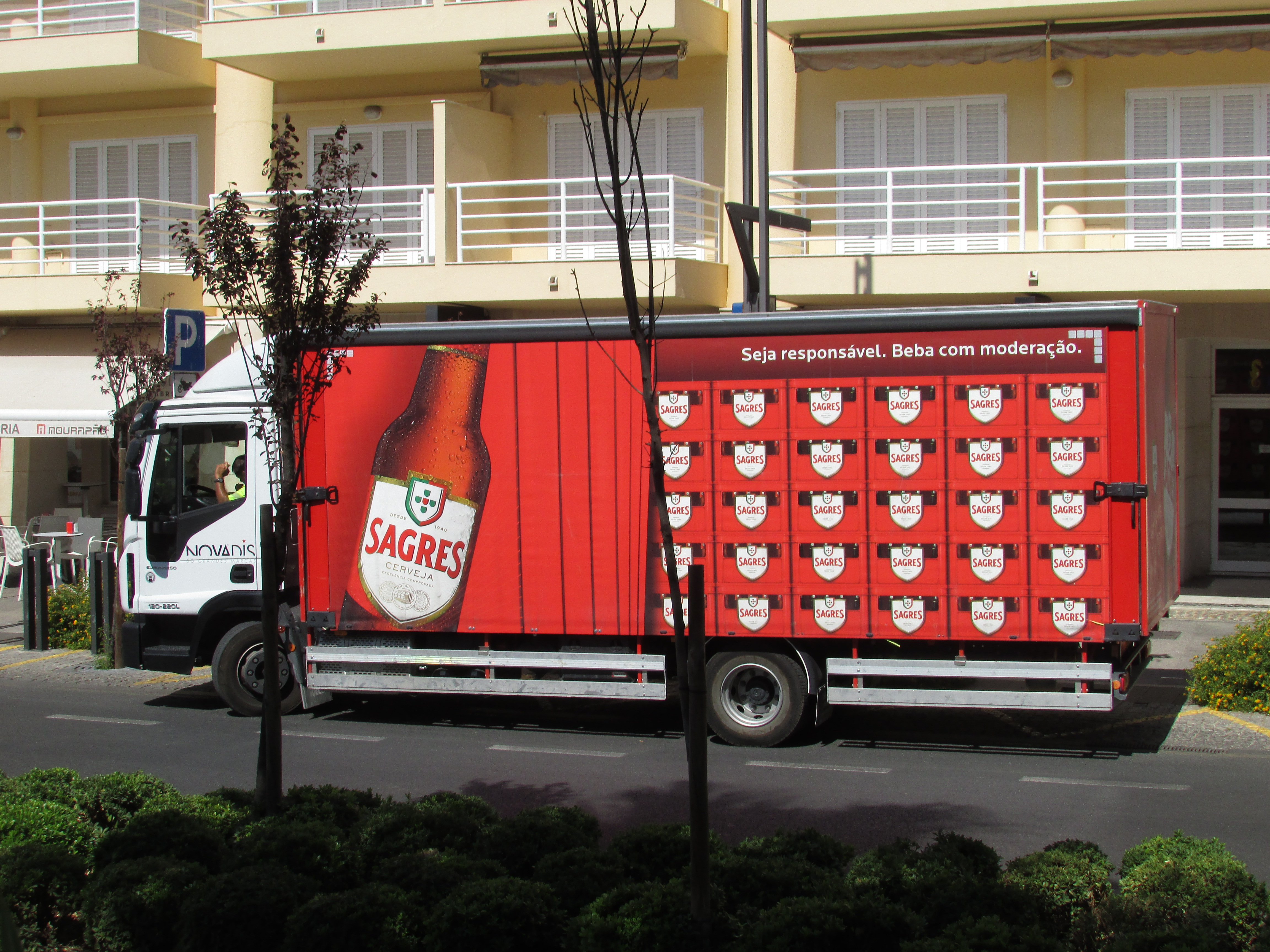
Veículo da marca.

## História
É a segunda cerveja mais vendida em Portugal, a seguir à concorrente Super Bock, liderando o mercado cervejeiro em Portugal. Juntas as marcas representam 89,5% do mercado português.
Em outubro de 2008 a Sagres superou a Super Bock pela primeira vez em 20 anos, mantendo-se a marca líder de cervejas em Portugal durante 5 anos.
A cerveja Sagres marca o início da exportação de cerveja, aportando primeiramente a Gibraltar, continuando para os Açores e a Madeira e para as ex-colónias portuguesas: Angola, Cabo Verde, Guiné, São Tomé e Príncipe, Timor, Índia, Macau e Moçambique.
A cerveja Sagres é 100% natural, produzida segundo métodos tradicionais exclusivos a partir de água, malte, cereais não maltados e uma rigorosa seleção de lúpulos. No seu fabrico não são utilizados quaisquer aditivos ou conservantes. Trata-se de uma cerveja medianamente encorpada, de carácter seco e um amargo agradável. Leve, de cor dourada, tem um teor de álcool de 5,0%.
Do portfólio da marca Sagres fazem parte a Sagres Branca, a Sagres Preta, a Sagres Radler, a Sagres Bohemia e as Sagres sem álcool Branca e Preta.

## Sociedade Central de Cervejas e Bebidas, S.A. (SCC)
A Sociedade Central de Cervejas e Bebidas, S.A. (SCC) foi fundada em 1934 por quatro das mais antigas e prestigiadas cervejeiras portuguesas, tendo a marca de cerveja Sagres, nascido em 1940, como cerveja de prestígio, criada por ocasião da Exposição do Mundo Português, realizada em maio daquele ano.
O grupo SCC, também possui a Sociedade da Água de Luso, S.A. (SAL), que desde março de 2008, é detido a 100% pelo Grupo Heineken, e tem como principal atividade a produção e a comercialização de malte, cerveja e refrigerantes, possuindo duas unidades industriais, como a de Vialonga, localizada a norte de Lisboa, e a da Vacariça, onde são captadas e engarrafadas as águas minerais e de nascente Água de Luso e Água do Cruzeiro.
É na fábrica de Vialonga que são produzidas e engarrafadas as marcas de cerveja Sagres e as suas variantes, com e sem álcool, bem como outras específicas, destinadas a clientes e mercados de exportação. Em Portugal, a SCC tem ainda no seu portfólio as marcas internacionais de cerveja Heineken e Desperados, e representa também as marcas Bud, Guinness, Foster’s, Kilkenny,  John Smith’s, as sidras Strongbow e Bulmers, bem como a gama de refrigerantes da marca Orangina Schweppes e o refrigerante Joi.